# Kikuno Ike
Kikuno Ike (von japanisch 菊野池 ‚Chrysanthemenfeld-See‘) ist ein kleiner, langer und schmaler See an der Prinz-Harald-Küste des ostantarktischen Königin-Maud-Lands. Auf der Halbinsel Skarvsnes am Ostufer der Lützow-Holm-Bucht liegt er am südlichen Kizahashi Beach. 
Japanische Wissenschaftler benannten ihn 2012.